# Les Isles-Bardel
Les Isles-Bardel är en kommun i departementet Calvados i regionen Normandie i norra Frankrike. Kommunen ligger i kantonen Falaise-Nord som ligger i arrondissementet Caen. År 2022 hade Les Isles-Bardel 71 invånare.

## Befolkningsutveckling
Antalet invånare i kommunen Les Isles-Bardel
Referens: INSEE